# ДПЛ2
ДПЛ2 (Дизель-Поезд Луганский, 2-й тип) — серия дизель-поездов постоянного формирования, строившихся Луганским тепловозостроительным заводом в 2001—2002 годах. Состав поезда включает доработанную секцию тепловоза 2ТЭ116, промежуточные и головной вагоны. Всего построено 6 таких дизель-поездов.
ДТЛ2 (Дизель-поезд Тепловозной тяги Луганский, 2-й тип) — разновидность поезда ДПЛ2, в котором вместо головного вагона включена вторая секция тепловоза 2ТЭ116.

## История создания
После распада СССР на Украине одним из актуальных стал вопрос о снабжении её железных дорог новым МВПС. Как и в многих других республиках СССР, в советское время пополнение парка электропоездов и дизель-поездов обеспечивалось поставками Рижского вагоностроительного завода (из Латвийской республики), и, частично, из Венгрии (дизель-поезда Д1). После обретения советскими республиками независимости и установления рыночных отношений приобретать ставшие заграничными составы стало дорого. Ввиду того, что Украина на то время уже располагала собственными заводами, производящими железнодорожную технику, было принято решение заказать у них новые локомотивы и МВПС. Создание новых электро- и дизель-поездов было поручено предприятию Луганскому тепловозостроительному заводу (ХК «Лугансктепловоз», ранее — ВЗОР).
За несколько лет до появления этих поездов Демиховским машиностроительным заводом, при содействии РВЗ, в России были созданы и поставлены в Белоруссию дизель-поезда локомотивной тяги ДДБ1, для которых применялись специально доработанные секции тепловозов 2М62У.
Подобным образом поступили и в Луганске. Почти одновременно, в 2000 — 2001 годах, были созданы дизель-поезда, получившие обозначения ДПЛ1 (три вагона с доработанной секцией теловоза 2М62) и ДПЛ2 (четыре вагона с доработанной секцией теловоза 2ТЭ116). Секция тепловоза включается в конец состава. Один из вагонов (на другом конце) является прицепным головным (Пг), то есть оснащён кабиной управления. Остальные вагоны — прицепные промежуточные (Пп). Таким образом, если секцию тепловоза обозначить буквой «Т», схему компоновки состава ДПЛ1 можно записать как Т+2Пп+Пг, а ДПЛ2 как Т+3Пп+Пг.
По конструкции вагоны Пп и Пг решили максимально унифицировать с вагонами электропоездов постоянного (ЭПЛ2Т) и переменного (ЭПЛ9Т) тока, созданных там же параллельно с данными дизель-поездами.
Также были созданы дизель-поезда ДТЛ1 (на основе ДПЛ1) и ДТЛ2 (на основе ДПЛ2) общим количеством 10 составов, скомпонованные по схеме Т+3Пп+Т. Предположительно некоторые составы компоновались по схеме Т+4Пп+Т.

## Общие сведения
Дизель-поезд предназначен для пригородных перевозок пассажиров на участках железных дорог колеи 1520 мм без электрификации.
В качестве тяговой единицы в дизель-поезде используется одна модернизированная секция тепловоза 2ТЭ116. Мощность дизель-поезда — 2250 кВт (3060 л. с.).
Тормоз дизель-поезда — электро-пневматический, ручной.
Управление дизель-поездом осуществляется с одного из двух постов управления, расположенных в тепловозе и модернизированном прицепном вагоне, оснащенном кабиной управления. Система управления позволяет управлять силовой установкой, дверьми, тормозами, отоплением, вентиляцией, освещением, радиосвязью с любого поста.
Кузова вагонов — цельнометаллические, несущие, сварные. По конструкции кузовов вагоны дизель-поезда аналогичны вагонам электропоездов ЭПЛ2Т и ЭПЛ9Т. Каркасные элементы кузова выполнены из конструкционных углеродистых или низколегированных сталей; обшивка боковых стен, крыши, и настил рамы — из нержавеющей стали. Прицепные вагоны дизель-поезда имеют три двери, расположенные с двух сторон, прицепной вагон с постом управления — две двери.
Сведения о секциях 2ТЭ116 в составе дизель-поездов ДПЛ2 приведены ниже.
| Состав           | ДПЛ2-001     | ДПЛ2-002     | ДПЛ2-003     | ДПЛ2-004     | ДПЛ2-005     | ДПЛ2-006     |
| Секция тепловоза | 2ТЭ116-1188А | 2ТЭ116-1188Б | 2ТЭ116-1257А | 2ТЭ116-1257Б | 2ТЭ116-1256А | 2ТЭ116-1256Б |

## Эксплуатация
Дизель-поезда серии ДПЛ2 поступили для эксплуатации в депо Родаково Донецкой железной дороги.